# Ascarina
Ascarina — рід квіткових рослин родини хлорантові (Chloranthaceae). Рід включає 12 видів, що поширені на островах Океанії (включаючи Нову Зеландію), Індонезії та на Мадагаскарі.

## Опис
Дводомні (Ascarina lucida — однодомна), вічнозелені чагарники та дерева. Квіти дрібні Чоловічі квіти з 1–5 тичинками; пиляки сидячі, циліндричні, 4-гніздові. Жіноча квітка монокарпна (складається з єдиної маточки з краєвою плацентацією). Плоди — кістянки чорного, коричневого або червоного забарвлення.